# Solarno hlađenje
Solarno hlađenje se odnosi na sve vrste sistema hlađenja koji koriste sunčevu energiju. To može biti ostvareno pasivno preko Sunca, fotonaponom (sunce u elektricitet) ili promjenom u solarnu toplinsku energiju.
Solarni sustavi koji se koriste za zagrijavanja medija koji se kasnije koristi u sustavu za hlađenje predstavljaju zasad još uvijek nove i preskupe tehnologije. Njihova cijena i dosta velik period amortizacije predstavljaju kočnicu u njihovom širem korištenju. Njihova isplativost se povećava ako se takvi sistemi ugrađuju dodatno kao nadogradnja na sisteme za grijanje. Također njihova isplativost varira o geografskim klimatskim uvjetima, a najviša se postiže upravo tamo gdje ima dovoljno sunčanih sati zimi za grijanje i ljeti za hlađenje.
Osnovni način rada takvih sistema je u tome da se toplina koristi za isparavanje rashladnog medija koji se nalazi pod tlakom iz mješavine absorbera i rashladnog medija odnosno dolazi do njihovog odvajanja. Kondezacija tih para dovodi do istog rashladnog efekta kao i u klasičnim meheničkim rashladnim sistemima. Iako je i u takvim sistemima potrebna električna energija za pumpe za rashladni medij, ušteda u odnosu na klasične kompresore je ogromna. Takvi sistemi se obično projektiraju da zadovolje cjelokupnu rashladnu potrebu tijekom cijelog toplog perioda, odnosno ne ugrađuju se dodatni klasični rashladni uređaji već se u vrijeme kad nema sunca koristi neki drugi način dovoda topline sistemu (prirodni plin ili lož ulje).
Termalni kompresor se sastoji od absorbera, generatora, pumpe i uređaja za povrat mješavine. U ovakvom rashladnom sistemu on zamjenjuje klasični kompresor. Najznačajniji dio ovog sistema je absorber. U njemu se ispareni rashladni medij absorbira u mješavinu. Ta mješavina se zatim uz pomoć pumpe prenosi u generator. Tamo rashladni medij opet isparava koristeci dovedunu mu toplinu, a iskorištena se mješavina potom opet vraća u absorber. Dvije najuobičajnije komponente mješavine su voda-litijev bromid i amonijak-voda.

## Solarno hlađenje pomoću odvlaživanja
Zrak prelazi preko takozvanih čvrstih odvlaživača (poput silikatnog gela ili zeolita) kako bi se vlaga kondenzirala i odvojila od njega i tako omogućio evaporativni (isparivački) ciklus hlađenja. Odvlaživač se regenerira, odnosno izvlači se vlaga,  koristeći solarnu termalnu energiju u ponovljenim ciklusima na jeftin način, trošeći malo energije.  Fotonaponski sustav može se koristiti za napajanje nisko-energetskog ventilatora za dobavu zraka izvana i motora koji rotira veliki disk s odvlaživačima.
Takav princip hlađenja koristi se kod ventilacijskih sustava koji kontroliraju ventilaciju kuće smanjujući istodobno energetske gubitke. Zrak koji ulazi izvana prolazi kroz „entalpijski kotač“, odnosno disk s odvlaživačima (najčešće silikatni gel). Tako osušen zrak izmjenjuje toplinu s hladnim zarkom koji se izbacuje van. Tim postupcima smanjuju se troškovi ventilacije. Dodatno smanjenje troškova postiže se uporabom fotonaponskog sustava za napajanje ventilatora za dobavu i motora koji rotira „entalpijski kotač“.
Odvlaživanje se može ostvariti i vodom niske temperature koja će, kada dođe do izmjene topline, također izazvat kondenzaciju vlage u zraku .
Ovakav način solarnog hlađenja ima veliki potencijal za eksploataciju u skoroj budućnosti

## Pasivno solarno hlađenje
Solarna termalna energija ne koristi se izravno kako bi se stvorila hladna okolina ili pokretao neki proces hlađenja, odnosno ne uključuje u sustav uporabu mehaničkih ili električnih strojeva. Umjesto toga, posebnim solarno-termalnim prilagodbama pri konstrukciji građevina želi se smanjiti količina dovedne topline i poboljšati odvođenje neželjene topline. Čimbenici kojima se to može postići su: geometrijski oblik i veličina zgrade, toplinski kapaciteti pojedinih zidova i prostorija, njihova toplinska zaštita, ostakljenost, zaštita od vjetra, kiše i vlage, ali i od Sunca ljeti, kvaliteta građevinskog materijala te sama kvaliteta izvedbe gradnje.  Potrebno je dobro poznavanje mehanizama prijenosa topline: konvekcijom, kondukcijom i zračenjem. 
Primjer loše solarno-termalne prilagodbe je potkrovlje, koje ljeti doseže više temperature nego što su temperature okolnjeg zraka. Korištenjem krovnih sustava kao što su „hladan krov“ ili „zeleni krov“ temperatura površine krova može biti smanjena i do 40°C. Takve izvedbe krova temeljene su na osnovnim zakonima fizike. Primjerice, „hladan krov“ je izvedba gdje je omogućeno neprekinuto strujanje zraka u sloju između crijepa i krovne konstrukcije. Time se odvodi vodena para iz unutrašnjosti, odnosno sprječava prijenos topline izvana. Pregradom koja sprječava prolazak zračenju (barijera za zračenje) ili prazninom ispunjenom zrakom podno krova spriječit će se 97% zračenja koje dolazi sa suncem grijane površine krova. 
Mnogo je lakše postići hlađenje ovim izvedbama pri gradnji novih građevina nego prilagodbom starijih građevina.

## Solarno termalno hlađenje
Solarni termalni kolektori rabe se kako bi se dobavila toplinska energija potrebna za pokretanje rasladnih strojeva koji pak koriste termalne kompresore (najčešće adsorpcijski ili apsorpcijski rashladni strojevi). Tvrtka Sopogy proizvela je solarne termalne kolektore koji dobavljaju toplinsku energiju koncentrirajući energiju sunčevog zračenja na cijev grijući tako fluid koji prolazi njome. Taj fluid cirkulira sistemom i prijenosi toplinu. Tako generirana toplina u kombinaciji s apsorbcijskim rashladnim strojem omogućuje proces hlađenja, te daje primjer korištenja obnovljivih izvora energije u te svrhe. 
Također, takvi sustavi mogu se upotrijebiti za proizvodnju tople vode.
Mnogo je alternativa rashladnim strojevima koji koriste mehaničke kompresore, a koje mogu reducirati potrošnju energije uz manje buke i vibracija. Zavisno o sustavu koji koristi solarno–termalne kolektore, ostvaruju se jedan, dva ili tri ciklusa procesa hlađenja u određenom vremenskom periodu. Što je više ciklusa, veća je energetska iskoristivost.
Voda u apsorpcijskom rashladnom stroju mora biti minimalno zagrijana na 90°C. Kolektori koji su oblika ravne plohe mogu dati energiju dovoljnu za zagrijavanje do 70°C. Unatoč tome, postoje instalacije takvih kolektora u svijetu koje su veoma uspješne i u tehničkom i u ekonomskom pogledu. Primjer je sjedište najveće portugalske banke Caixa Geral de Despositos gdje je instalirano 1579 m2 s maksimalnom snagom od 575 kW.  U Singapuru će 2011. godine na novosagrađenom United World Collegu biti puštena u rad najveća instalacija takvih kolektora sa svrhom hlađenja sa snagom od 1500 kW. Ti projekti pokazali su da ravni kolektori posebno napravljeni za zagrijavanje vode iznad 90°C (s dvostrukim premazom, povećanom izolacijom itd.) mogu biti učinkoviti i isplativi. Postoje i kolektori u obliku vakuumiranih cijevi. Oni se upotrebljavju na područjima Srednje Europe jer kod viših razlika između temperature kolektora i okoline, kao i kod difuznog zračenja, pokazuju bolju korisnost od ravnih kolektora. Ravni kolektori se rađe upotrebljavaju tamo gdje su više temperature i sunčevo zračenje je jače upravo zbog svoje niže cijene nasuprot cijevnim kolektorima. 

## PV solarno hlađenje
Fotonaponske ćelije mogu dobavljati električnu energiju za pokretanje rashladnih storjeva, neovisno o kompresorima koje koriste (mehaničke ili termalne kompresore). Svejedno, najčešća primjena ja za pokretanje sustava za hlađenje na temelju konvencionlanih, mehaničkih kompresora, koji su najmanje učinkoviti. 
Za hlađenje prostora gdje je potrebna mala snaga (manje od 5 MWh/god.) tehnologija fotonaponskih ćelija je najčešće implementirana. To izaziva mnogo rasprava, ali često navedeni argumenti za njeno korištenje obično su nemogućnost ugradnje drugih tehnologija u postojeće građevine, pojava učinkovitijih električnih rashladnih strojeva ili njena laka ugradnja za razliku od ostalih tehnologija.
Fotonaponski sustavi za napajanje opreme koja koristi električnu struju pri hlađenju donedavno nisu bili isplativi bez državnih poticaja. Razlog tome je veoma loša efikasnost takve opreme. Štoviše, usporedbom fotonaponskih sustava s drugima koji se koriste u procesima koje nazivamo solarno hlađenje pokazuje njihovu najmanju energetsku učinkovitost. Koristeći efikasniju opremu taj odnos se može promijeniti.

## Vanjske poveznice
- Solarno hlađenje  Arhivirana inačica izvorne stranice od 18. lipnja 2010. (Wayback Machine)
- Obnovljivi izvori energije  Arhivirana inačica izvorne stranice od 21. studenoga 2010. (Wayback Machine)
- ventilirani krovovi  Arhivirana inačica izvorne stranice od 19. prosinca 2011. (Wayback Machine)
- Osnove energetike  Arhivirana inačica izvorne stranice od 19. veljače 2011. (Wayback Machine)